# Bobrowo (gemeente)
De gemeente Bobrowo is een landgemeente in het Poolse woiwodschap Koejavië-Pommeren, in powiat Brodnicki.
De zetel van de gemeente is in Bobrowo.
Op 30 juni 2004 telde de gemeente 6243 inwoners.

## Oppervlakte gegevens
In 2002 bedroeg de totale oppervlakte van gemeente Bobrowo 146,28 km², waarvan:
- agrarisch gebied: 80%
- bossen: 8%

De gemeente beslaat 14,08% van de totale oppervlakte van de powiat.

## Demografie
Stand op 30 juni 2004:
| Omschrijving                   | Totaal | Totaal | Vrouwen | Vrouwen | Mannen | Mannen |
| ------------------------------ | ------ | ------ | ------- | ------- | ------ | ------ |
| eenheid                        | aantal | %      | aantal  | %       | aantal | %      |
| inwoners                       | 6243   | 100    | 3084    | 49,4    | 3159   | 50,6   |
| bevolkingsdichtheid (inw./km²) | 42,7   | 42,7   | 21,1    | 21,1    | 21,6   | 21,6   |

In 2002 bedroeg het gemiddelde inkomen per inwoner 1401,14 zł.

## Administratieve plaatsen (sołectwo)
Bobrowo, Brudzawy, Buczek, Budy, Chojno, Czekanowo, Dąbrówka, Drużyny, Grabówiec, Grzybno, Kawki, Kruszyny, Kruszyny Szlacheckie, Małki, Nieżywięć, Tylice, Wądzyn, Wichulec, Wymokłe, Zgniłobłoty.

## Aangrenzende gemeenten
Brodnica, Brodnica, Dębowa Łąka, Golub-Dobrzyń, Jabłonowo Pomorskie, Książki, Wąpielsk, Zbiczno